# كشكول (حلوى)
الكشكول (بالتركية: keşkül)‏ حلوى شحمية من شراب اللوز من المطبخ التركي. تُقدم في وعاء وتؤكل بملعقة، ويغلب أن تُزين بمبروش جوز الهند أو الفستق ولونه أبيض فاتح.